# Saint-Jean-d’Aigues-Vives
Saint-Jean-d’Aigues-Vives – miejscowość i gmina we Francji, w regionie Oksytania, w departamencie Ariège.
Według danych na rok 2010 gminę zamieszkiwało 407 osób, a gęstość zaludnienia wynosiła 90 osób/km².